# Code Club
Code Club est une initiative volontaire, fondée en 2012, dont le but est de donner à des enfants de 9 à 11 ans l'opportunité de développer des talents de programmation dans des clubs scolaires gratuits. En novembre 2015, plus de 3 800 écoles et autres établissements publics avaient créé des Code Clubs, auxquels on estime que participaient régulièrement 44 000 jeunes du Royaume-Uni.
L'organisation s'est développée dans le monde entier, et il existe actuellement hors Grande-Bretagne plus de 2 000 Code Clubs, particulièrement en Australie et au Brésil. Des volontaires programmeurs et développeurs de logiciels donnent de leur temps pour animer des sessions de Code Club, transmettant leurs compétences et supervisant les jeunes étudiants,. Les enfants créent leurs propres jeux vidéo, leurs animations et leurs sites web, apprenant à utiliser la technologie de manière créative.

## Historique
Code Club est l'œuvre de Clare Sutcliffe et de Linda Sandvik,, lesquelles déclarèrent : « nous partageons la conviction qu'il est essentiel que les enfants découvrent la programmation très jeunes, et réalisent à quel point c'est amusant. ».
Une vidéo virale montrant Andrew d'York, Martha Lane Fox, Chad Hurley, Niklas Zennström, Brent Hoberman (en) et Tim Berners-Lee fut distribuée en 2012 pour faire prendre conscience de l'importance du projet.
Le 3 novembre 2015, Code Club devint « une branche de la Fondation Raspberry Pi ».
En France, en 2015, l'Union départementale des associations familiales (UDAF) de l'Aube lance son projet Code Club. La formule mise en place autour d'un goûter permet de toucher aussi les parents
,.

## Technologies
Le programme enseigne aux enfants les langages Scratch, HTML, CSS et Python.